# Jego ekscelencja subiekt

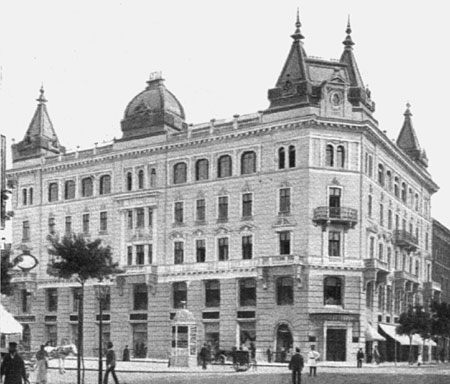
Kamienica przy ul. Marszałkowskiej
w Warszawie, w której mieścił się Dom Mody Bogusław Herse

Jego ekscelencja subiekt (tytuł oryg. Jego ekscelencja subjekt) – polski film komediowy z 1933 roku.

## O filmie
W roli tytułowej wystąpił Eugeniusz Bodo, czołowy amant polskiej kinematografii przedwojennej. Z filmu pochodzą piosenki „Tyle miłości” i „Złociste włoski”. Film został nakręcony w okresie wielkiego kryzysu, do którego odniesienia znalazły się w filmie.
Zdjęcia zrealizowano w Warszawie (Dom Mody Bogusław Herse przy ul. Marszałkowskiej, kawiarnia „Adria” przy ul. Moniuszki, ul. Krakowskie Przedmieście, ul. Traugutta, Kolonia Staszica i Kolonia Lubeckiego na Ochocie).
Napisy w filmie są w formie sprzed reformy ortografii polskiej w 1936 roku.

## Fabuła
Jerzy jest uwielbianym przez klientki subiektem (sprzedawcą) w ekskluzywnym Domu Mody Bogusław Herse w Warszawie. Nadchodzi sylwestrowa noc. Jurek „wypożycza” sobie w miejscu pracy wieczorowy ubiór (frak) ze sklepowego manekina i wychodzi na miasto. Przypadkowo pomaga kobiecie, która przewróciła się na ulicy i trafia z nią na bal sylwestrowy wyższych sfer w rezydencji państwa Poreckich. Szereg zabawnych nieporozumień prowadzi do tego, że towarzystwo bierze go za znanego i bardzo poważanego radcę Chełmońskiego. Jurek nie prostuje tego, bo zajęty jest adorowaniem córki gospodarzy – Ani. Młodzi szybko zakochują się w sobie.
Subiekt udaje „ekscelencję” do czasu, kiedy przekonuje się, że miłość jego i panny Poreckiej nie ma przyszłości. Okazuje się bowiem, że rodzice Ani zamierzają wydać ją za tzw. dobrą partię – kogoś o wysokim statusie społecznym i materialnym. Poreccy są w bardzo złej sytuacji materialnej i liczą, że uratuje ich bogate zamążpójście córki. Zakochani są zmuszeni rozstać się, ale szereg zbiegów okoliczności oraz determinacja Jurka sprawiają, że ich los niespodziewanie odwraca się. Przyszły mąż Ani – Kracht – okazuje się hochsztaplerem, który liczy jedynie na jej posag. Wywiązuje się bójka, podczas której Jurek daje Krachtowi nauczkę. Na koniec Ania i Jurek zostają razem, a kierownik domu mody obiecuje Jurkowi pięciokrotnie wyższą pensję.

## Obsada
- Eugeniusz Bodo – subiekt Jurek Czermoński i radca Chełmoński
- Konrad Tom – dyrektor Teodor Porecki
- Mieczysława Ćwiklińska – Idalia Porecka, żona Teodora
- Ina Benita – Ania, córka Poreckich
- Andrzej Bogucki – znajomy Poreckich, uczestnik balu sylwestrowego
- Feliks Chmurkowski – radca Józef Ciapkiewicz, kuzyn Poreckich
- Helena Buczyńska – Helena, żona radcy Ciapkiewicza
- Wiktor Biegański – kierownik domu mody
- Zygmunt Chmielewski – Zygmunt Kracht, narzeczony Ani
- Franciszek Petersile – znajomy Krachta
- Ludwik Fritsche – lokaj Poreckich
- Zofia Kajzerówna – przyjaciółka Ani Poreckiej
- Irena Skwierczyńska – ekspedientka
- Stefan Szczuka – znajomy Poreckich, uczestnik balu sylwestrowego
- Zofia Ślaska – córka Ciapkiewiczów
- Halina Zawadzka – Kazia, ekspedientka w domu towarowym
- Alina Żeliska – Frania, pokojówka Poreckich
- Marian Rentgen-Güntner – Szczerbiński, właściciel sklepu meblowego
- Franciszek Moszkowicz – w roli samego siebie, właściciela kawiarni „Adria”
- Henryk Rzętkowski – dozorca